# Santuari degli uccelli migratori lungo le coste del Mar Giallo - Golfo di Bohai (fase 1)
I Santuari degli uccelli migratori lungo le coste del Mar Giallo - Golfo di Bohai (fase 1) sono un sito patrimonio dell'umanità dell'UNESCO inserito nel 2019.
Dispone di un sistema di pianura fangosa intertidale considerato il più grande al mondo. Queste distese fangose, così come le paludi e le secche, sono eccezionalmente produttive e servono come aree di crescita per molte specie di pesci e crostacei. Le aree intercotidali del Mar Giallo/Golfo di Bohai sono di importanza globale per la raccolta di molte specie di uccelli migratori che utilizzano il flyway dell'Asia orientale-australiano. Grandi raduni di uccelli, tra cui alcune delle specie più minacciate al mondo, utilizzano la costa come scalo per la muta, il riposo, l'inverno o il nido.

## Descrizione
Nella zona vivono  400 specie di uccelli, per lo più migratori, in una quantità stimata in oltre 50 milioni di capi. i volatili, nelle loro migrazioni, attraversano 22 paesi nei due emisferi terrestri. L'area ospita diversi siti appartenenti alla Convenzione di Ramsar. L'area globale si estende su una superficie di 188.643 ettari e due zone cuscinetto di 80.056 ettari tra il Mar Giallo e il Golfo di Bohai

## Criteri
Il sito è stato inserito secondo in criterio UNESCO (x) per la presenza di 680 specie di vertebrati, costituite da 415 specie di uccelli, 26 specie mammiferi, 9 specie anfibi, 14 specie rettili, 216 specie di pesci e 165 specie di benthos. 